# آلن آیورسن
آلن ازاییل آیورسن (به انگلیسی: Allen Ezail Iverson) (۷ ژوئن در ۱۹۷۵ به دنیا آمد. او اهل همپتون، ویرجینیا) می‌باشد.
وی در دبیرستان باتل (به انگلیسی: Bethel) برنده جایزه بهترین ورزشکار هم در فوتبال هم در بسکتبال را بدست آورد. بعد از دبیرستان جذب دانشگاه جورج تاون (به انگلیسی: GeorgeTown) شد و ۲۲٫۹ امتیاز در مسابقات بدست می‌آورد. بعد از دو سال حضور در دانشگاه به دلیل استعداد و شایستگی اش در درفت سال ۱۹۹۶ توسط فیلادلفیا ۷۶رز در پیک اول به لیگ درفت شد .
دراولین سال حضورش درلیگ برنده جایزه روکی سال  شد. او  ۱۱ بار در مسابقات آل استار حضور یافت و درسال‌های ۲۰۰۱ و ۲۰۰۵ برنده جایزه MVP شده‌است.
او درسال‌های ۱۹۹۸–۹۹ و ۲۰۰۰–۲۰۰۱ و ۲۰۰۴–۲۰۰۵ اسکورینگ لیدر ان بی ای بود. او با وجود قد کوتاهش یکی از بهترین اسکورر های تاریخ به شمار می اید . میانگین ۲۶٫۷ امتیاز در فصولی که بسکتبال nba بازی می‌کرده مصداق این موضوع است. این آمار در پلی آف‌ها به ۲۹٫۷ امتیاز در هر بازی نیز رسیده‌است.هم چنین توانایی بال هندلینگ او او را در بین برترین های تاریخ از این لحاظ قرار  میدهد. وی همچنین برای تیم‌های دنورناگتس و دیترویت پیستونز و ممفیس گریزلیز بازی کرده‌است. آخرین سال حضورش در nba را دوباره به تیم فیلادلفیا ۷۶رز آمد و به ترکیه رفت و درتیم بشیکتاش برای یک فصل در ۲۰۱۰–۱۱ بازی کرد.
توسط شبکه ورزشی ای اس پی ان (به انگلیسی: espn) در سال ۲۰۰۸ طی یک نظر سنجی پنجمین فرد در پست شوتینگ گارد انتخاب شد.

## زندگی
الن آیورسون از مادری ۱۵ ساله زاده شد و در منطقهٔ همپتون، ویرجینیا) بزرگ شده‌است. پدرش در خردسالی او و مادرش را ترک کرد. او در پست کوارتربک دربازی فوتبال آمریکائی افتخارات زیادی را برای تیم دبیرستانش کسب کرده‌است. طی یک نقل قول از خود آیورسون او برای بهبود دریبل در بسکتبال به توپ راگبی که بیضی شکل است تمرین دریبل می‌کرده‌است. او یکی از بزرگان بسکتبال در حفظ توپ نیز به‌شمار می‌رود. مهارت‌های منحصربه‌فرد وی مانند سرعت و دوندگی بی‌امان دربازی و پاس‌های دقیق و خونسردی و اعتماد به نفسش زبانزد بازیکنان بسکتبال است.
به دلیل نامناسب بودن شرایط جامعه او به همراه دوستانش باندی را تشکیل داده بودند و بیشتر به دعوا و نزاع می‌پرداختند. به دلیل اغتشاشات زیاد او و دوستانش بارها توسط پلیس توبیخ شدند. دریکی از درگیری‌های آیورسون او با یک صندلی به سر یک زن ضربه وارد کرد ولی آسیب جدی به کسی وارد نشد.
آلن آیورسون ۱۷ ساله مجرم محسوب می‌شد و همین امر باعث شد که به زندان بیفتد. وساطت‌های اطرافیان باعث شد او آزاد شود ولی در کمال بی محلی به اطرافیانش می‌زیسته‌است.
طی جمله معروفی که حین بازخواست پلیس از او به عمل آمد او چنین جواب داد.. محله من شبیه یک باشگاه بولینگ است. مردم محله ما آن هدف‌هایی هستند که من توپ را بسمتشان غلت می‌دهم… همه مرا می‌شناسند… ترجیح می‌دهم صندلی ام را به گوشه‌ای ببرم و سرجایم بنشینم تا اینکه به هق هق دختر بچه‌ای که با صندلی به سرش زده‌اند گوش دهم.."
او به ۱۵ سال زندان محکوم شد و ۱۰ سال اجباری نیز باید آب خنک می‌خورد. ولی طی کمکهای مردمی و جلب رضایت شاکیان او عفو خورد و به آغوش سرد جامعه برگشت. بعد از آزاد شدن او بار دیگر حرف دیگری به لب آورد و گفت: وقتی در زندان را برای اولین بار بسویت باز می‌کنند یک چیزی در درونت مدام ترا می‌خواهد ناامید سازد. مردم داخل زندان بی مصرفند. مدام تورا سرزنش می‌کنند درحالیکه خودشان سرزنش شده‌اند. من حتی یک لحظه هم احساس عجز نکردم تا اینکه آزاد شدم."
در زمانی که ۳ سال به زندان افتاده بود مربی تیم بسکتبال دانشگاه جورج تاون یعنی جرج تامسون به دیدار او رفت و او را به تیم مدرسه فراخواند.
کالج
آیورسون به همراه پاتریک اوینگ، آلونزو مورنینگ بازیکنان سرشناس تیم دانشگاه بودند. همه فکر می‌کردند آیورسون قادر نخواهد بود تا استعدادی که طی ۳ سال زندان از دست رفته‌است را بازگرداند ولی او بهتر از بقیه در تمرینات شرکت می‌کرد و اولین سال حضورش درتیم جایزهٔ بزرگترین بازیکن دفاعی شرق نامیده شد. در سال دوم نیز با بازی خوبش برنده تورنومنت ان سی ای ای شدند و این فرصت خوبی بود تا آیورسون پا به عرصهٔ حرفه‌ای بسکتبال بگذارد.
"" وقتی بچه بودم به همه می‌گفتم که می‌خواهم یک بازیکن حرفه‌ای بسکتبال شوم. همه به من می‌خندیدند.. امروز من یک بازیکن حرفه‌ای بسکتبالم و به آن‌ها خواهم خندید.." جمله معروف آیورسون.

## فیلادلفیا ۷۶رز
بعد از دو سال در جورج تاون توسط فیلادلفیا ۷۶رزدر درفت سال ۱۹۹۶ درفت شد. وی کوتاه‌ترین بازیکن درفت شده در آن سال بود. فصلی که سنترهای غول پیکر در حال حکمرانی به آن بودند. تیم فیلادلفیا ۷۶رز که فصل قبلش ۱۸ بردو۶۴ باخت به دست آورده بود با آمدن آیورسون ۲۲ برد و ۶۰ باخت کسب نمود. او در آن سال بهترین بازیکن سال اولی لیگ بود. ۲۳٫۵ امتیاز و ۷٫۵ اسیست و ۲٫۱ توپ ربائی در هر بازی آمار خیره‌کننده او به‌شمار می‌رفت. فصل بعد از آن ۳۱ برد و ۵۱ باخت کسب نمودند.
بعلت تعطیلی زود لیگ در سال ۱۹۹۸–۹۹ (بدون ذکر دلیل) تیم فیلادلفیا با کمک آیورسون ۲۸ برد و ۲۲ باخت کسب نمود و اولین حضور آیورسون در پلی آفس به‌شمار می‌رفت. لازم است ذکر شود که او در این فصل ۲۶٫۸ امتیاز در هر بازی میانگین او بود و باعث شده بود بهترین بازیکن درامتیاز کسب کردن باشد. وی در ۱۰ مسابقه پلی آفس مرتب استارتر بود و ۲۸٫۵ امتیاز در هر بازی آمار او بود تا اینکه به تیم ایندیانا پیسرز باختند و حذف شدند.
فصل بعد از آن برای ۶ فصل و پرداخت ۷۰ میلیون دلار به او قرار دادی بین دوطرف منعقدشد. آن فصل فیلادلفیا با یمن وجود آیورسون به ۴۹ بردو۳۳ باخت دست یافتند و بار دیگر به پلی آفس راه یافتند.
در رقابت‌های حذفی در هر بازی ۲۶٫۲ امتیاز بدست می‌آورد و ۴٫۸ اسیست و ۴ ریباند و ۱٫۳ توپ ربائی برایش به ثبت رسید. بار دیگر در دور دوم مسابقات ایندیانا پیسرز این تیم را از راهیابی به رده بالاتر بازداشت.

### باارزشترین بازیکن و سفر به سمت فینال(۲۰۰۰–۰۱)
درفصل ۲۰۰۰–۲۰۰۱ تیم سیکس ارز ۱۰ بازی اول را برنده شد و آیورسون در آل استار ۲۰۰۱ حضور یافت. جایی که برنده عنوان باارزشترین بازیکن آل استار شد.. بهترین امار درکنفرانس شرق برای تیم فیلادلفیا بود که ۵۶ برد و ۲۶ باخت کسب کرده بود و آیورسون نیز دراوج بسکتبال با ۳۱٫۱ امتیاز پرواز می‌کرد و با ۲٫۵ توپ ربائی در هر بازی جایزه مربوط به این ماده از بسکتبال را نیز دشت کرد. از نظر اندازه او کوتاه‌ترین بازیکن بسکتبال ولی یکی از شایسته‌ترین هائی بود که در کارنامه‌اش کلمه ام وی پیMVP درج شده‌است.
در پلی آفس تیم فیلادلفیا دردور اول ایندیانا را حذف کرد و دردور بعد به مصاف تیم تورنتو رپترز باید می‌رفت که ستاره اسلم دانک و انعطاف یعنی وینس کارتر را درخود می‌پروراند. آن‌ها بازی در مقابل وی را پیروز شدند و در دور بعد به مصاف قوچ‌ها رفتند میلواکی باکس و در ۷ بازی بالاخره جواز حضوردر فینال را کسب کردند. درفینال سال ۲۰۰۱ به مصاف تیم لس آنجلس لیکرزی رفتند که شکیل اونیل و کوبی براینت را درخود می‌دید.
آیورسون بود که برای اولین بار به ۷۶ers اجازه چشیدن طعم فینال را از بعد سال ۱۹۹۳ داد.
دربازی اول آیورسون ۴۸ امتیاز کسب نمود و ۱۰۷–۱۰۱ نتیجه به سود فیلادلفیا رقم خورد. اگر چه فیلادلفیا مسابقات را با نتیجه ۵ باخت و ۲ برد به لیکرز واگذار کرد ولی موفق‌ترین فصل آیورسون طبق گفتهٔ خودش است و در بازی‌های بعد نیز ۲۳ امتیاز و ۳۵ و ۳۵ و ۳۷ امتیاز آمار خوبی برای او به‌شمار می‌رفت. این درحالی بود که کسی به کسب چنین نتیجه‌ای از فیلادلفیا را نداشت.
در مسابقه آل استار سال ۲۰۰۲ به احترام جولیوس اروینگ اسطوره فیلادلفیابا شماره ۶ به میدان رفت.
از همان سال به بعد آیورسون درتمامی بازی‌ها در دستانش sleev می‌انداخت. (نوعی پوشش مرسوم در nba که از بالای ساعد تا مچ دست را می‌پوشاند). به دنبال او کوبی براینت و کارملو آنتونی هم به تقلید از او این پوشش ورزشی را دردست خود انداختند و به نوعی مد ورزشی به‌شمار می‌رفت. آیورسون به دلیل فشارهای جزئی که به دست راستش وارد شده بود این وسیله را استفاده می‌کرد ولی خیلی‌ها اعتقاد داشتند این پارچه باعث شده‌است تا او در شوت زدن از بقیه بهتر عمل کند.
استیو کلتر در کتاب (فیزیولوژی مدرن) به این پوشش نیز پرداخته و به نوعی تسکین و تلقین برای فراموشی درد تعریف کرده‌است.
در سال ۲۰۰۵ در یک بازی فصل عادی در مقابل اورلاندو مجیک ۶۰ امتیاز بدست آورد که بیشترین امتیاز دوران حرفه‌ای او به‌شمار می‌رود.

## دنور ناگتس(۲۰۰۶–۲۰۰۸
در۱۹ دسامبر سال ۲۰۰۶ تیم فیلادلفیا آیورسون را به دنور فرستاد و به جای او اندرو میلر، جو اسمیت را به تیم افزود. حال نوبت بازی زیبای زوج جدید nba یعنی آلن ایورسون و کارملو آنتونی بود که بازی زیبایشان را به رخ تیم‌های دیگر بکشند. دراولین بازی اش درتیم ۲۲ امتیاز و۱۰ اسیست کسب کرد ولی در مقابل ساکرامنتو کینگز شکست خوردند. دراولین سال حضورش درتیم به فینال راه یافتند و بازی به غیر از بازی اول در مقابل سن آنتونیو اسپیرزدر باقی بازی‌ها شکست خوردند.
آیورسون برای فهاشی به داور Steve Javie دربازی مقابل ۷۶ers به پرداخت ۲۵٬۰۰۰$ محکوم شد.
باردیگر دربازی برگشت با انجام دو خطای تکنیکی از زمین اخراج شد و بعد از بازی گفت که: من فکر نمی‌کردم که به غیر از خطا کردن کار دیگری انجام دادم. داور آن خطا را شخصی پنداشت و مرا از بازی اخراج کرد. درحالیکه من هنوز ۲ فرصت دیگر داشتم… نمی‌توانم حرفی بزنم.. به هرحال فرصت خوبی برای بد نشان دادن من به مردم برای Steve Javie به وجود آمد..
سرپرست آن موقع داوران لیگ Tim Donaghy درکتابش موسوم به
"خطای شخصی، بررسی دلایل بیرحمی nba" به اختلافات آیورسون و داور آن مسابقه پرداخته‌است.

## دیترویت پیستونوممفیس گریزلیز(۲۰۰۸–۲۰۰۹
در۳ نوامبر ۲۰۰۸ الن آیورسون ازتیم دنور در آزاری ترید شدن با چانسی بولپس، , آنتونیو دیسیوس
وچریخ سمب به دیترویت پیسوت. آیورسون از شماره ۳ به شماره یک تغییر پیراهن داد. شماره ۳ پیستونز را رادندی اسکاتیبه تن داشت. آیورسون برای پنج بازی اولش مجموعاً ۲۴ امتیاز کسب کرد.
در سوم آوریل ۲۰۰۹ به دلیل آسیب گارد راس اول تیم رادندی اسکاتی مصدوم شد و مربی تیم مایکل کوری از گارد راس سوم تیم به جای آیورسون استفاده نمود. این موضوع شدید شد و باعث شد تا وی تصمیم به ترک کردن دیترویت بگیرد.. در ۱۰ سپتامبر ۲۰۰۹ آیورسون قرار دادی یکساله با تیم ممفیس منعقد نمود و بعد از عقد قرار داد گفت: «خداوند ممفیس را مکانی برای ادامه دادن زندگی ام سرراهم قرار داد.. به ممفیس خوش آمدم»
دراین تیم نیز روی ذخیره کار خاصی جز نوشیدن آب نداشت و خیلی زود در ۷ نوامبر ۲۰۰۹ به دلایل شخصی تیم را ترک کرد. او برای ممفیس سه بازی انجام داد.

## بازگشت بهفیلادلفیا ۷۶رز(۲۰۰۹–۲۰۱۰)
در ۲۵ نوامبر ۲۰۰۹ دریکی از وبلاگ‌های خبری درطی پستی نقل قول شد که آیورسون اعلام بازنشستگی کرده‌است. یک هفته بعد از شایعه او مسوولان فیلادلفیا را ملاقات کرد.. وی برای یک سال و کمترین مبلغ موجود در لیگ به ارزش ۱٫۳ میلیون دلار برای فیلادلفیا ۷۶رز به میدان رفت.
وی دراولین بازی اش در ۷ دسامبر ۲۰۰۹ در استقبال پرشور هواداران وارد زمین تیم شد ولی بازی در مقابل دنور شکست دیگر برای او و تیمش محسوب گشت. او لیگ را با ۱۱ امتیاز۶ اسیست و ۵ ریباند و یک توپ ربایی و بدون هیچ ازدست دادن توپی به انجام رسانید. در ۲۲ فوریه ۲۰۱۰ به خاطر مشکل سلامتی دختر ۴ ساله‌اش تیم را ترک کرد. و مسابقه آل استار را که او به عنوان بازیکن استارتر در آن طی نظرسنجی nba.com شناخته شده بود را ازدست داد. در دوم مارس همان سال Ed Stefanski یکی از اعضای هیئت مدیره تیم اعلام کرد که آیورسون دیگر به تیم بازنمی‌گردد.

## بشیکتاش میلانگاز(۲۰۱۰
در ۲۶ اکتبر ۲۰۱۰ سایت خبری yahoo sports اعلام کرد که آیورسون برای دو سال و ارزش ۴ میلیون دلار به تیم بشیکتاش در ترکیه پیوست.
او در ژانویه ۲۰۱۱ برای عمل ماهیچه ساق پا به ایالات متحده آمریکابازگشت.

## زندگی خصوصی
در اوت ۲۰۰۱ با دختری در دبیرستانی به نام Tawanna ازدواج کرد و تابحال پنج فرزند دارد.

## کارنامه او در مدت ۱۶ سال
- حضور در تیم ملی آمریکا در سال‌های ۲۰۰۳ و ۲۰۰۴
- باارزشترین بازیکن لیگ (mvp) در سال ۲۰۰۱
- بهترین بازیکن سال اولی در سال ۱۹۹۷
- شرکت در ۱۱ دوره مسابقات آل استار به عنوان استارتر ازسال ۲۰۰۰ الی ۲۰۱۰
- ۲ بار برنده جایزه باارزشترین بازیکن آل استار در ۲۰۰۱ و ۲۰۰۵
- ۴ بار برنده جایزه برترین بازیکن لیگ ازنظر کسب امتیاز درسال‌های ۱۹۹۹-۲۰۰۱-۲۰۰۲-۲۰۰۵)
- ۳ بار برترین بازیکن لیگ درزمینه توپ ربائی درسال‌های ۲۰۰۱–۲۰۰۳
- ۳ بار حضور درتیم اول لیگ درسال‌های ۱۹۹۹-۲۰۰۱-۲۰۰۵
- ۳ بار حضور درتیم دوم لیگ درسال‌های ۲۰۰۰-۲۰۰۲-۲۰۰۳